# Junior Sports
Junior Sports war eine britische Automobilmarke, die 1920–1921 von der Aluminium & General Foundry Co. Ltd. in London gebaut wurde.
Der Junior Sports war ein Leichtfahrzeug mit Vierzylinder-Reihenmotor von Peters. Der Motor leistete 9 bhp (6,6 kW).

## Quelle
- David Culshaw & Peter Horrobin: The Complete Catalogue of British Cars 1895–1975. Veloce Publishing plc. Dorchester (1997). ISBN 1-874105-93-6